# Werner Kogler
Werner Kogler (Hartberg, 20 novembre 1961) è un politico austriaco, leader dei Verdi dal 17 ottobre 2017 e vicecancelliere dell'Austria e ministro della cultura a partire dal 7 gennaio 2020 al 3 marzo 2025.

## Biografia
Laureato in economia all'Università di Graz, Kogler entra in politica iscrivendosi ai Verdi. Nel 1999 viene eletto deputato al Consiglio nazionale. All'interno del partito ha servito come membro del consiglio esecutivo federale e come rappresentante della Stiria nel 2010.
Ricandidatosi alle elezioni del 2017, il suo partito, di cui diventò da poco leader, ottenne il 4,0% delle preferenze, non permettendo dunque a Kogler di venire rieletto, cessando dunque la sua carica di deputato nel novembre di quello stesso anno. Nel 2019, a seguito del cosiddetto affare Ibiza in cui vennero coinvolti alcuni membri del governo in carica, il cancelliere Sebastian Kurz si dimise e indisse a nuove elezioni. Kogler si ricandidò dunque al Consiglio nazionale per la riconquista del seggio e il partito rientrò in Parlamento con il 14%, facendo dunque rieleggere Kogler, che ha dunque riconquistato il seggio.
Dopo una serie di consultazioni durate tre mesi, in cui Kogler espresse la propria volontà di formare un governo con il Partito Popolare del leader Kurz con un programma che comprendesse la fine ai sussidi governativi ai combustibili fossili e a maggiori investimenti in iniziative ambientali, compresi i trasporti pubblici e le energie rinnovabili, il 7 gennaio 2020 fu infine nominato vicecancelliere austriaco dal cancelliere Kurz oltreché ministro per lo sport e la cultura.